# زاك بيرلمان
زاك بيرلمان (بالإنجليزية: Zack Pearlman)‏ هو ممثل أمريكي، ولد في 19 مايو 1988 في الولايات المتحدة.

## أعمال

### أفلام
- (2015) المتدرب[3][4]

## وصلات خارجية
- زاك بيرلمان على موقع IMDb (الإنجليزية)
- زاك بيرلمان على موقع ألو سيني (الفرنسية)
- زاك بيرلمان على موقع ميوزك برينز (الإنجليزية)
- زاك بيرلمان على موقع أول موفي (الإنجليزية)
- زاك بيرلمان على موقع قاعدة بيانات الفيلم (الإنجليزية)
- زاك بيرلمان على موقع كينوبويسك (الروسية)